# 萩原一至
萩原 一至（はぎわら かずし、1963年4月4日 - ）は、日本の漫画家、同人作家。男性。血液型はO型。代表作は『BASTARD!! -暗黒の破壊神-』。

## 来歴
東京都に生まれ、千葉県千葉市に転居。高校1年生を3回繰り返し（留年、退学、再入学、留年）、17歳で家出。単身でアパートを借りてのアルバイト生活となり、同年の夏に50ccオートバイで北海道を半周する一人旅に出て人生を考える時間を得ると、結果的に高校を中退する決断をする。
数年後実家に戻り、東京デザイナー学院デザイン科に入学、後にアニメーション科に編入。学内向けに募集された漫画家、ダーティ・松本のアシスタント募集に応募し、学校に通いながら約2年間のアシスタント修行を始める。2年生の時、アニメーション科のクラスメートであった鶴田洋久、由美もりおと共に合作マンガ企画「MADE GENIUS」を始め、最初の漫画を描く。
東京デザイナー学院を卒業したのち22歳の時、『週刊少年ジャンプ』（以下、WJと表記）巻末のアシスタント募集広告を見て、当時『きまぐれオレンジ☆ロード』連載2年目に入っていたまつもと泉のアシスタントとなる。ここで同じアシスタントとして本多将、岡崎武士、そして当時まつもとの担当で後に『BASTARD!! -暗黒の破壊神-』（以下、BASTARD!!と表記）の初代担当として同作品に多大な影響を与える事となる集英社の高橋俊昌と出会う。まつもとの体調が悪化し倒れた週には、アシスタント達だけでまるまる作画してしまったという逸話を残す。
24歳の時、アシスタントの仕事の合間をぬって『パロディーコミック プロジェクトA子 2』（1987年8月・ラポート株式会社刊）に、『プロジェクトA子』のパロディー漫画「GOOD WEATHER」（全14ページ）を執筆。『プロジェクトA子』とほぼ同時期、『週刊少年ジャンプ特別編集 SummerSpecial』（週刊少年ジャンプ増刊、1987年7月28日発行）に公式的なデビュー作品となる「微熱口紅（びねつるーじゅ）」を掲載。同作は読者アンケートにて好評を博し、ジャンプ本誌で2作目の読み切りを描くことが決定する。この〆切のため、直近に迫っていた『きまぐれオレンジ☆ロード』の最終回に参加する事なく、まつもと泉のスタジオを退所した。
『WJ』1987年47号に2作目の読切「WIZARD!!〜爆炎の征服者〜」発表。『週刊少年ジャンプ Winter Special』（週刊少年ジャンプ増刊、1988年・年初）に掲載された読切「VIRGIN・TYRANT（ヴァージン・タイラント）」をはさんで、『WJ』1988年14号より『BASTARD!!』の連載を開始。

## 活動
左利きで、作画に非常にこだわりを持ち高いクオリティと緻密な画面を好む漫画家である。スクリーントーンを多用したその作風は、1980年代から1990年なかばにかけて日本のコミック業界に影響を与え、今でも現在の角川・電撃系列のコミックにその影響を見ることが出来る。
制作にこだわるあまり、遅筆なことで知られる。1988年〜1989年の『WJ』の『BASTARD!!』の連載にて、週刊連載を経験しているが、その当時から休載することがしばしばあった。2001年以降は不定期にて『ウルトラジャンプ』（以下、UJと表記）で同作を連載しているが、そこでも未完成原稿が掲載されることがあった。
また商業誌で連載を持つプロの漫画家としての活動と並行し、同人作家としても活躍し、定期的に同人活動を行うことも知られている。
過去から現在を通して、描いている連載作品は『BASTARD!!』のみである。好きな漫画家は永井豪と手塚治虫と答えており、Youtubeでも「三つ目がとおるの続編が同人誌で出たら欲しい」と述べている。

## 『BASTARD!!』連載をめぐる変遷
週刊少年ジャンプ増刊への移籍
1988年14号より『WJ』で連載されていた『BASTARD!!』は連載開始翌年の1989年36号にて、腰痛を理由に突然連載が中断。その翌年の1990年に、季刊（年に4回発行）の『週刊少年ジャンプ増刊』へと連載が移動され再開される。季刊は掲載ページ数がまとまっていること（60〜80ページ）や制作作業過程のスパンが長いことから、より作画のクオリティを追求する傾向となりつつも、ストーリーの展開は滞り話数が重ねられた。また連載時にラフ原稿で掲載されることはあったものの、加筆修正を施した単行本のおよそ年2冊のペースでの出版は保たれていた。それは『週刊少年ジャンプ増刊』での連載期間の1990年〜1996年、単行本9巻〜18巻が出版された約6年に亘っている。
1992年には「最終章」と銘打たれた「罪と罰編」がスタートしたものの、上記のストーリーの停滞により4年経過した1996年夏（『週刊少年ジャンプ増刊』連載最終回）時点でも「罪と罰編」の終了・作品そのものの完結ともに叶わないままだった。
週刊少年ジャンプでの再連載
1996年、少年誌のうちで発行部数のトップを独走していた『WJ』が、発行部数2位だった『週刊少年マガジン』に肉薄され翌1997年49号にて逆転。危機感を抱いた編集部は、テコ入れのため「黄金期」と呼ばれた時代の作家陣への様々な働きかけの一つとして、『BASTARD!!』を『週刊少年ジャンプ増刊』から『WJ』に呼び戻した。当作にとっては週刊本誌である『WJ』への返り咲きともなったが、『週刊少年ジャンプ増刊』での連載は「罪と罰編」のクライマックスを前にして中断、ストーリーが途切れることとなる。
再度の『BASTARD!!』の『WJ』における連載は、週刊誌上でありながら「月イチ連載」と称して4週に一度のペースで24〜30ページ掲載、という異例の措置が取られた。また掲載誌移動にあたっては作中での時間が「罪と罰編」から4年経過した「背徳の掟編」を新規にスタートするという形となり、上記の“「罪と罰編」が最終章”という予告は撤回に至った。『WJ』で再開された連載は当初、「背徳の掟編」に2、3回で区切りをつけた後「罪と罰編」の続きに戻ることが予定されていた。しかし連載2回目にして8ページ（すべて見開きの作画）が未完成の原稿で掲載される。その後もストーリーの展開は間延びを見せ始め、作画も未完成の原稿で埋められる号が続くなど破綻をきたす事となる。
最終的に月刊ペースの連載を維持することさえ困難となり、『WJ』での連載ラスト3回は1999年30号→約3ヶ月後の同年41号→約11ヶ月後の翌2000年36・37合併号と不定期掲載に移行。『WJ』での連載期間は約3年の長きにわたるが「背徳の掟編」終了・「罪と罰編」への復帰はいずれも実現せず、「背徳の掟編」中途で『WJ』誌上から去ることとなった。単行本では19巻から22巻途中までの収録分に相当する。
また同時期に萩原は、自身の公式サイトの質問掲示板において読者から休載の多さについて指摘された際、別名義のハンドルネームを用いて別人を装い反論。口論となった上、本人ということが発覚し、萩原は一切掲示板上から姿を消す、といった事件も起こっている。単行本のあとがきでは「ネット上でマジギレしてました（笑）」と説明されていた。
ウルトラジャンプでの連載
2001年、『UJ』での連載再開のニュースとともに『BASTARD!! -暗黒の破壊神- 完全版』（以下、完全版と表記）の刊行が告知された。しかし、『UJ』での連載は休載が連続し、鉛筆描きのままの原稿がそのまま掲載される事が続くなど、最も不安定なものとなる。また『完全版』の2巻よりコンピューターを導入してのデジタル作画へと移行。同巻は大幅な加筆・修正（ほぼ全面描き直し）がなされている。

しかし、作画環境の大幅な変化は更なる作品制作の遅延をもたらすこととなってしまい、2010年6月号を最後に『UJ』での掲載は途絶えている。

## 作品リスト

### 漫画
- 微熱口紅
- VIRGIN TYRANT
- 爆炎CAMPUSガードレス（原作）
- BASTARD!! -暗黒の破壊神-

### 画集
- 『BASTARD!!GUARDRESS 萩原一至 ILLUSTRATIONS』（1995年）
  - 『BASTARD!!』関連のイラストレーションと、作品の設定集や、長期連載以前に書かれた読切2作品が収録されている。
- 『萩原一至第二画集 裸2』（2011年）
  - とらのあな専売による同人画集。『BASTARD!!』関連、ゲーム用イラスト等が収録されている。なお、「裸」の読みは「ヌード」。

### キャラクターデザイン
- アンチェインブレイズ レクス（クリューネア）
- ファイナルファンタジーXI拡張データディスク『アドゥリンの魔境』（風水士、魔法剣士）
- LORD of VERMILION III（ハデス）
- 大戦乱!!三国志バトル（王桃、関索、鮑三娘）
- エンドライド（キャラクター原案）

## 関連人物

### 師匠
- ダーティ・松本[注 5]
- まつもと泉[1]

### アシスタント
- いのうえたくや[7]
- 山根和俊[8]
- 小林瑞代[9]
- 森小太郎[10]
- 小林拓己

### その他
- あかほりさとる - 爆炎CAMPUSガードレス・共同原作者
- いのまたむつみ - イラストレーター、アニメーター。萩原の絵柄（特に女性キャラ）に影響を与えた。『BASTARD!! -暗黒の破壊神-』作中に登場する“愛と美の女神 イーノ・マータ”は、いのまたへのリスペクトから命名されたもの。2024年3月にいのまたの訃報が伝えられた後、萩原は追悼の言葉と共に初めてイーノ・マータのイラストを描きXに投稿した[11]。

## その他
- 週刊誌 FLASH 2015年12月22日号の「お色気マンガベスト10」に『BASTARD!! -暗黒の破壊神-』がランクインし、コメントした。当時は連載が中断中で、今後の抱負についても述べた。
- 以前は淡路島にあった断食道場（五色県民健康村健康道場？）へ仕事の合間を見つけては通い滞在しており、BASTARD!!の単行本には時々、この断食道場でのエピソードがエッセイ漫画の形態で掲載されていた。久我山リカコはこの断食道場で萩原と出会ったことがきっかけとなり、漫画家となった。